# Репше, Эйнарс
Э́йнарс Ре́пше (латыш. Einars Repše; род. 9 декабря 1961, Елгава, Латвийская ССР, СССР) — латвийский политик и финансист.

## Биография
Окончил Латвийский государственный университет в 1986 году по специальности «физика» (специализация — радиоэлектроника). Политическую деятельность начал в 1988 году как один из основателей Движения за национальную независимость Латвии. Депутат Верховного Совета Латвии с 1990 года.
С 1991 по 2001 год занимал пост Президента Банка Латвии. В этот период была создана сильная латвийская валюта благодаря жёсткой монетарной политике (сначала — латвийский рубль, затем — лат). Выпущенные в 1992 году банкноты латвийского рубля — переходной валюты — получили в обиходе, по аналогии с «керенками», название по фамилии инициатора эмиссии — «репшики», сохраняющееся до настоящего времени у бонистов.
В 2001 году вернулся в политику, основал партию «Новое время» (латыш. Jaunais laiks) под лозунгом борьбы против коррупции, с 5 ноября 2002 по 9 марта 2004 года — премьер-министр Латвии . Коалиционное правительство Репше провозгласило политику борьбы против коррупции и уклонения от налогов: ряд высокопоставленных лиц подвергся наказаниям многие[уточнить] высокопоставленные чиновники, в том числе Арис Аудерс, первый министр здравоохранения в самом кабинете Репше. Кроме того, бюджетный дефицит был снижен с 3 % ВНП в 2002 до 1,8 % в 2003 году.
В ноябре 2003 года разгорелся конфликт между Репше и одной из партий коалиции — Первой партией Латвии. Репше обвинял оппонентов в противодействии борьбе с коррупцией, а оппоненты, в свою очередь, ставили ему в вину авторитарные методы управления. В январе 2004 года представители Первой партии покинули правительство, в результате чего правительство лишилось поддержки парламентского большинства и в феврале того же года ушло в отставку. Когда пост премьера занимал Индулис Эмсис, партия «Новое время» находилась в оппозиции, позднее она приняла участие в коалиционном правительства Айгарса Калвитиса (с декабря 2004), в котором Репше занял пост министра обороны, однако на этом посту проявил пассивность и утратил популярность среди избирателей.
В 2003 году Репше приобрёл крупную недвижимость в различных регионах Латвии на общую сумму 323 718 латов (около 500 000 евро). При этом он использовал займы двух крупнейших банков Латвии, Hansabanka и Nord/LB Latvia. Оппоненты немедленно обвинили его в том, что он использовал своё положение для получения «слишком выгодных» условий займов. Сделки расследовал специальный комитет латвийского парламента. В декабре 2005 года было начато антикоррупционное расследование, в связи с чем Репше ушёл в отставку с поста министра обороны. 
В 2009 году вошёл в кабинет Домбровскиса, заняв в нём пост министра финансов (до 2010 года).
В 2013 году возглавил новую партию «Для развития Латвии»; в 2014 году ушёл с поста её председателя.

## Награды
- Большой крест ордена Заслуг (2003 год, Португалия)[5]